# Новохрещенова Галина Миколаївна
Галина Миколаївна Новохрещенова (28 липня 1919, Пенза — 10 серпня 1970, Київ) — українська радянська скульпторка; членкиня Спілки радянських художників України. Дружина художника Володимира Костецького, мати художника Олександра Костецького.

## Біографія
Народилася 28 липня 1919 року в місті Пензі (нині Росія). 1939 року закінчила Пензенське художнє училище, де навчалась у Івана Горюшкіна-Сорокопудова; у 1950 році — Київський художній інститут (викладачі: Михайло Лисенко, Костянтин Єлева).
Померла в Києві 10 серпня 1970 року. Похована в Києві на Лук'янівському цвинтарі.

## Творчість

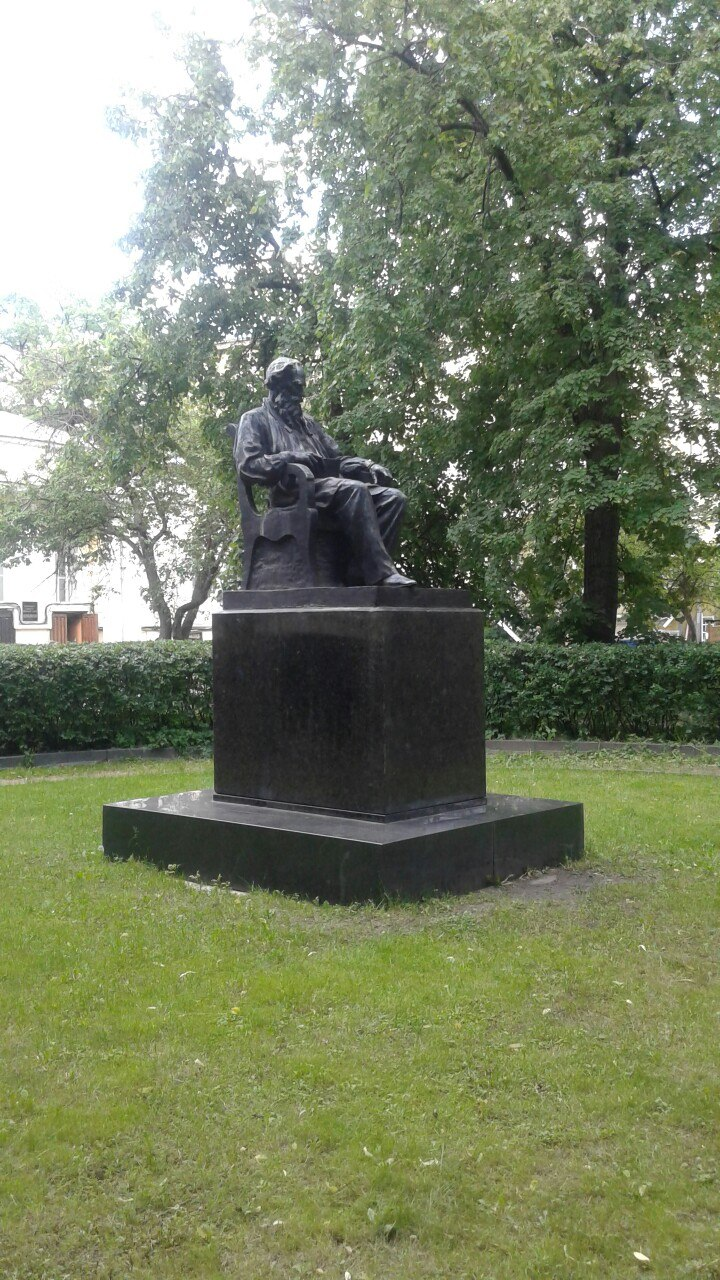
Пам'ятник Леву Толстому в Москві.

Працювала в основному в галузі станкової скульптури. Серед робіт:
- «Лев Толстой» (1950, гіпс; Дніпровський художній музей);
- «Мати» (1957, гіпс);
- «Федір Достоєвський» (1961, гіпс);
- «Льотчик» (1961, гіпс);
- «Портрет хлопчика» (1969, гіпс).

Авторка пам'ятника Льву Толстому у Москві, пам'ятників Федору Достоєвському та Максиму Горькому.
Брала участь у республіканських виставках з 1957 року.